# Al-Qàssim ibn Hammud al-Mamun

El califat de Còrdova en el temps d'al-Qàssim ibn Hammud al-Mamun

Al-Qàssim ibn Hammud al-Mamun —àrab: القاسم بن حمود المأمون, al-Qāsim ibn Ḥammūd al-Maʾmūn— fou califa hammudita de Còrdova (1018-1021 i 1023). Era germà de l'assassinat califa Alí ibn Hammud an-Nàssir. Ocupà el tron en morir el seu germà (1018) i castigà durament els nobles que creia que havien participat en el magnicidi.
Un fill del difunt califa, Yahya ibn Alí, passà l'estret i s'apoderà de Màlaga, disposat a fer valdre els seus drets a la corona. Oncle i nebot lluitaren ferotgement, fins que el 1021 pactaren repartir-se el govern després de vèncer el califa al-Murtada, enemic dels Banu Hammud, i en la qual cort s'havien refugiat els nobles que havien intervingut en la mort d'Alí.
Succeí llavors que al-Qàssim emprengué la campanya, mentre que Yahya entrava a Còrdova, on, faltant al convingut amb al-Qàssim i aprofitant els odis que el seu oncle s'havia concitat amb llurs crueltats, es feu proclamar califa, adoptant el làqab d'al-Muatalí i declarant que el seu oncle no tenia cap dret al tron. Sabedor aquest de la conducta del seu nebot, marxà altra vegada a Còrdova.
Yahya no gosà a esperar l'escomesa i fugí, refugiant-se a Algesires. En entrar al-Qàssim a Còrdova, castigà cruelment als partidaris del seu nebot, menant poc temps després la major part de la seva host a l'Alpujarra, per combatre en al-Murtada. Els cordovesos, aprofitaren aquella circumstància, una nit tocaren a sometent i acorralaren als soldats fidels en l'alcàsser, on estava al-Qàssim.
Tancat l'alcàsser durant quasi cinquanta dies, sense que els assetjats rebessin els socors que els socors que esperaven dels generals d'al-Qàssim, i obligats per la fam, es llençaren sobre els assetjadors per obrir-se pas, morint en aquell combat la majoria dels seguidors de l'emir, el qual se salvà gràcies a la lleialtat d'alguns cavallers, que l'amagaren en la casa de l'agutzil Abu-l-Huzami Sehguad, des de la que l'endemà pogué sortir vers Jerez, refugiant-se al costat d'aquell agutzil, que li era addicte, però que davant les amenaces de Yahya l'entregà.
Tancat en una presó, morí dos anys després, sense haver-se sotmès ni voler reconèixer l'autoritat del seu nebot.